# Верхнегалеево
Верхнегалеево (баш. Үрге Ғәле) — деревня в Зилаирском районе Башкортостана России, административный центр Верхнегалеевского сельсовета.

## Население
| 2002 | 2009 | 2010 |
| ---- | ---- | ---- |
| 128  | ↘119 | ↘99  |

Национальный состав
Согласно переписи 2002 года, преобладающая национальность — башкиры (100 %).

## Географическое положение
Находится на левом берегу реки Сакмары.
Расстояние до:
- районного центра (Зилаир): 78 км,
- ближайшей железнодорожной станции (Сибай): 120 км.

## Известные уроженцы
- Султанов, Сагдий Ахмадиевич (15 марта 1922 — 25 мая 1992) — геолог, лауреат Государственной премии СССР (1983), доктор геолого-минералогических наук (1966), профессор (1969), заслуженный деятель науки и техники РСФСР (1976) и ТАССР (1966), отличник нефтяной промышленности СССР (1966), почётный нефтяник СССР (1981), участник Великой Отечественной войны.